# Sân bay quốc tế Karlovy Vary

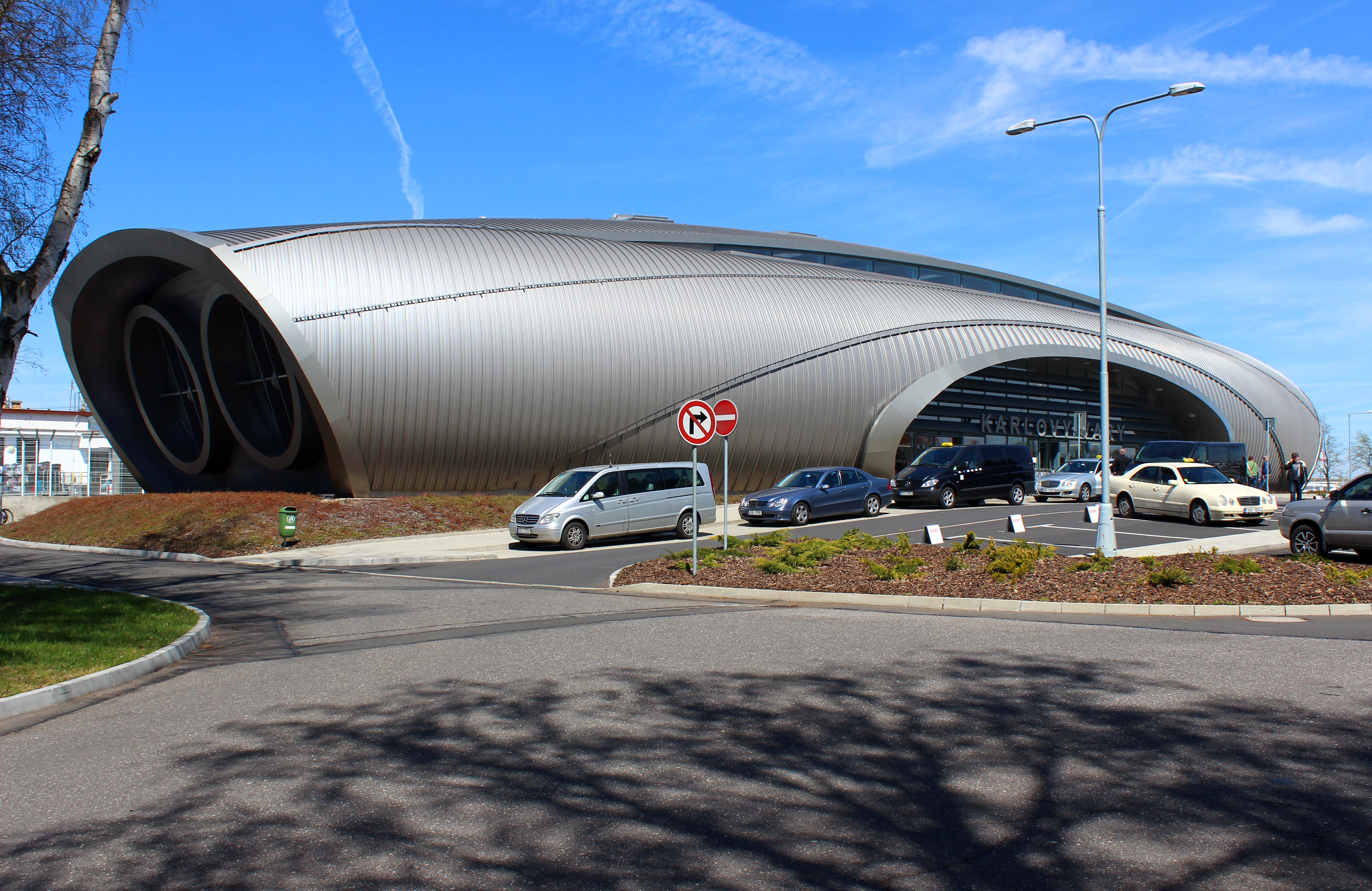
Nhà ga sân bay quốc tế Karlovy Vary

Sân bay quốc tế Karlovy Vary (IATA: KLV, ICAO: LKKV) là một sân bay ở Karlovy Vary (cách 4,5 km), Cộng hòa Séc. Sân bay này có 2 đường cất hạ cánh dài 2150 m (bề mặt asphalt và 1000 m (mặt cỏ).

## Các hãng hàng không và các tuyến điểm
- Aeroflot (Moscow-Sheremetyevo)
- ČSA Czech Airlines (Moscow-Sheremetyevo, Prague, St. Petersburg)